# Gianfranco Manfredi
Gianfranco Manfredi   (Senigallia, 26 de novembre de 1948 - Senigallia, 24 de gener de 2025) va ser un cantautor, compositor, autor, guionista, actor i dibuixant italià.

## Biografia
Nascut a Senigallia, Manfredi es va llicenciar en Història de la Filosofia a la Universitat de Milà amb una tesi sobre Jean-Jacques Rousseau. A la capital llombarda va freqüentar les oficines de la revista Re Nu i es va tornar un animador de l'escena de la contracultura i contrainformació italiana. Posteriorment va militar en el Partit Radical.
El 1972 va debutar com a cantautor amb l'àlbum La crisi, que tracta dels temes polítics de l'extrema esquerra dels anys 1970 amb ironia i desencantament. Al llarg de la seva carrera musical, també ha escrit lletres per a cantants com a Mina Mazzini, Mia Martini o Gino Paoli. El 1973 va començar a treballar a l'Institut Italià d'Història de la Filosofia. Des de 1974 també va ser actiu com a compositor per a altres artistes, com Mia Martini, Mina, PFM, Wess & Dori Ghezzi, Drupi, Heather Parisi, Donatello.
El 1979 va començar la seva carrera al cinema, col·laborant en el guió de la pel·lícula Liquirizia de Salvatore Samperi, on també va interpretar el paper d'un col·legial. Durant els anys 1980 la seva activitat musical va anar disminuint i es va dedicar principalment a la de guionista i actor cinematogràfic, iniciant paral·lelament el seu treball com a escriptor d'assajos sobre la música italiana i de novel·les policíaques.
A partir de principis dels anys vuitanta, Manfredi va abandonar gairebé completament la música per centrar-se en l'escriptura. Després va publicar més d'una dotzena de novel·les i contes, va col·laborar en diversos papers en diverses pel·lícules, sèries de televisió i obres de teatre, i va crear diverses sèries de còmics. També va ser actiu com a crític musical i va escriure assaigs sobre Adriano Celentano, Lucio Battisti, Enzo Jannacci i altres artistes musicals italians.
En els anys 1990 es va convertir en un prolífic guionista d'historietes. En 1991 va crear la historieta de terror Gordon Link per a l'editorial Dard. En 1994 va començar la seva col·laboració amb l'editorial Bonelli, per a la qual va escriure diversos guions del còmic de terror Dylan Dog i del policíac Nick Raider. En 1997 va crear la historieta de l'Oest-terror Vent Màgic (1997). En 2005 va escriure la seva primera història del wéstern Tex, dibuixada per l'argentí Miguel Angel Repetto. Posteriorment va idear historietes d'aventures-històriques com la minisèrie Volto Nascosto (2007), la seva continuació Xangai Devil (2011) i Adam Wild (2014). En 2015 va estrenar Coney Island, una minisèrie policíaca, i en 2018 Cani sciolti, un còmic ambientat en els moviments socials de 1968 a Itàlia, publicat a Espanya per Panini Comics sota el títol "Primavera del 68". En 2019 va tornar al món musical amb la cançó Stay Hungry, Stay Foolish, Stay Home, inclosa en el disc Adoro Borealo del cantautor bresciano Auroro Borealo.
Manfredi vivia amb la seva dona Mirella a Itàlia. La seva primera filla Diana Manfredi és directora de cinema.Va morir el 24 de gener de 2025, després de dos anys de malaltia, als 76 anys.

## Discografia
Àlbum
- 1972 – La crisi
- 1976 – Ma non è una malaltia
- 1977 - Zombie di tot il món unitevi
- 1978 – Biberon
- 1981 – Gianfranco Manfredi
- 1985 - Dodici (amb Ricky Gianco )
- 1993 – In paradiso fa troppo caldo

## Novel·les
- Magia rossa, Milà, Feltrinelli, 1983. ; Roma, Gàrgola, 2006.ISBN 88-89541-12-1ISBN88-89541-12-1.
- Cromantica, Milà, Feltrinelli, 1985.ISBN 88-07-04007-7ISBN88-07-04007-7 ; Milà, Tropea, 2008.ISBN 978-88-558-0039-6ISBN 978-88-558-0039-6.
- Ultimi vampiri, Milà, Feltrinelli, 1987.ISBN 88-07-01342-8ISBN88-07-01342-8 ; versió ampliada, Roma, Gàrgola, 2009.ISBN 978-88-89541-35-7ISBN978-88-89541-35-7.
- Trainspotter, Milà, Feltrinelli, 1989.ISBN 88-07-01393-2ISBN88-07-01393-2 .
- Il peggio deve venire, Milà, Mondadori, 1992.ISBN 88-04-35930-7ISBN88-04-35930-7.
- La fuga del cavallo morto, Milà, Anabasi, 1993.ISBN 88-417-3016-1ISBN88-417-3016-1.
- Una fortuna d'annata, Milà, Tropea, 2000.ISBN 88-438-0135-XISBN88-438-0135-X.
- Il piccolo diavolo nero, Milà, Tropea, 2001.ISBN 88-438-0256-9ISBN88-438-0256-9.
- Nelle tenebre mi apparve Gesù, Milà, Tropea, 2005.ISBN 88-438-0500-2ISBN88-438-0500-2.
- Ho Freddo, Roma, Gàrgola, 2008.ISBN 978-88-89541-25-8ISBN978-88-89541-25-8.
- Tecniche di resurrezione, Roma, Gàrgola, 2010.ISBN 978-88-89541-51-7ISBN978-88-89541-51-7.
- La freccia verde, Milà, Mondadori, 2013.ISBN 978-88-04-62464-6ISBN978-88-04-62464-6.

## Còmics
Sèries originals:
- Gordon Link (1991-1993; sèrie de 22 números), Editoriale Dard
- Vent Màgic (1997-2010; 2019; primera sèrie de 130 números i un àlbum especial; minisèrie de 4 números), Sergio Bonelli Editore
- Volto Nascosto (2007-2008; sèrie de 14 números), Sergio Bonelli Editore
- Xangai Devil (2011-2013; sèrie de 18 números), Sergio Bonelli Editore
- Adam Wild (2014-2016; sèrie de 26 números), Sergio Bonelli Editore
- Coney Island (2015; minisèrie de 3 números), Sergio Bonelli Editore
- Cani sciolti (2018-2019; sèrie de 14 números), Sergio Bonelli Editore
- L'inquisitore (2018 i 2021; 2 números, Le Storie Special núm. 5 i 8), Sergio Bonelli Editore
- Magico Vento, il ritorno (2019; sèrie de 4 números), Sergio Bonelli Editore
- O procurador (2022; novel·la gràfica), Pipoca & Nanquim [publicat a Itàlia com Il procuratore, Editoriale Cosmo, 2024, i a Espanya com Un home de llei, Laramie Edicions, 2025)
- Magico Vento: Guerre Apatxe (2023; sèrie de 3 números), Sergio Bonelli Editore

Guions per a altres sèries:
- Nick Raider, Sergio Bonelli Editore
- Dylan Dog, Sergio Bonelli Editore
- Tex, Sergio Bonelli Editore